# .sj
.sj je internetová národní doména nejvyššího řádu původně určená pro ostrovy Špicberky a Jan Mayen. Tyto ostrovy jsou norským územím, proto se zde používá doména .no.